# 应激性
在生物学中，应激性又称感应性  、刺激感应性，是生物对环境的各种改变或刺激（如光、温度、声音、食物、化学物质、机械运动、地球引力等），所发生的兴奋性反应或能力，此反应为生理性，涉及多个生理步骤，持续时间较短，目的在使生物适应环境。
在医学中，易激惹或易激性，是病理性的“过度敏感性”或对轻微刺激的“异常反应”；常用于精神医学或心理认知学领域，指在遇到刺激或不愉快的情况，而产生的一种剧烈但持续较短的情感反应障碍，属于病理性精神状态；会表现出烦躁（烦恼急躁）、激动、易怒、兴奋增盛。常见于疲劳状态、慢性疼痛、甲状腺功能亢进、双相情感障碍、器质性精神病、癔症。

## 生物界中应激性的例子
植物的根能够向地生长，是植物对重力的刺激的反应。如果把植物放到失重环境，则根不会出现向下生长，而是向四面八方生长。
人在看到文字、图像时产生的各种反应也属于应激性。
应激性是一种个体有压力的行为，具象对形态理解都能产出一定的反应。